# Irządze (gmina)
La gmina d'Irządze est une commune rurale de la voïvodie de Silésie et du powiat de Zawiercie. Elle s'étend sur 73,55 km2 et comptait 2 920 habitants en 2006. Son siège est le village d'Irządze qui se situe à environ 24 kilomètres au nord-est de Zawiercie et à 64 kilomètres au nord-est de Katowice.

## Villages
La gmina d'Irządze comprend les villages et localités de Bodziejowice, Irządze, Mikołajewice, Sadowie, Wilgoszcza, Wilków, Witów, Woźniki, Wygiełzów, Zawada Pilicka et Zawadka.

## Gminy voisines
La gmina d'Irządze est voisine des gminy de Kroczyce, Lelów, Niegowa et Szczekociny.